# Bir Kasdali
Bir Kasdali (em árabe: بئر قصد علي) é uma cidade e comuna na província de Bordj Bou Arreridj, Argélia. Está localizada entre Bordj Bou Arreridj e Sétif. Segundo o censo de 2008, a população total da cidade era de 14 768 habitantes. Bir Kasd Ali é um clube de futebol bem conhecido no NRBK.